# 烯丙基氯
烯丙基氯（化學式：CH2=CHCH2Cl），學名“3-氯-1-丙烯”，亦稱氯丙烯、3-氯丙烯，由烯丙基與氯原子相連而成，是重要的工業原料。無色易燃液體，有不愉快、刺激性的腐蝕性氣味。難溶於水，與多數有機溶劑互溶，如乙醇、氯仿、乙醚、石油醚等。久置或遇潮濕空氣則會分解。
具有毒性，對眼部及呼吸道有刺激性，易透過皮膚吸收，急性中毒可使人失去知覺；慢性中毒引起肝、腎臟損害。

## 生產
工業上主要有兩種製備烯丙基氯的方法：一是500°C時，丙烯與氯气在高溫反應發生氯化。該反應產率80－85％，副產物有1,2-二氯丙烯、1,3-二氯丙烯、氯化氫、1,2,3-三氯丙烷等。每年約有80萬噸的烯丙基氯透過此方法生產。二是以碲為催化劑，使丙烯、鹽酸和氧在240℃、0.101MPa的條件下進行氧氯化製備，產率73％。
用丙烯與氯氣在較低溫下反應，產物主要是加成生成的1,2-二氯丙烷，但隨著溫度的升高，由自由基機構生成的烯丙基氯逐漸成為主要產物。
{\displaystyle {\rm {\ CH_{3}CH=CH_{2}+Cl_{2}\rightarrow ClCH_{2}CH=CH_{2}+HCl}}}

## 用途
主要用於製成表氯醇（環氧氯丙烷）、甘油、烯丙醇、熱固性樹脂、黏著劑、塑膠、合成藥物、香料等。
化學性質活潑，兼有烯烴和鹵代烴的反應性。在有機合成中用作烯丙基化試劑，3-位上的氯原子可被多種基團取代，可以生成烯丙基腈（CH2=CHCH2CN）、烯丙醇、烯丙胺、異硫氰酸烯丙酯等烯丙基化合物。烯丙基氯發生還原偶聯得1,5-己二烯。與鈀氧化加成得氯化烯丙基鈀二聚體。脫鹵化氫則得環丙烯。